# Maria Fahl Vikander
Britta Maria Fahl Vikander (* 2. Mai 1951 in Lund; † 13. Dezember 2022) war eine schwedische Schauspielerin.

## Leben
Maria Fahl wurde 1951 in Lund als Tochter einer Lehrerin geboren. Sie wuchs mit ihren jüngeren Geschwistern in Vaggeryd auf. Nach der Grundschule wechselte sie an ein Gymnasium in Jönköping. Von 1976 bis 1979 besuchte sie die Theaterschule in Malmö.
Später ließ sie sich in Göteborg nieder, wo sie lange am Göteborgs stadsteater aktiv war. Seit Mitte der 1980er Jahre folgten auch zahlreiche Rollen in Fernsehserien und Filmproduktionen. 2015 war Fahl Vikander in 12 Episoden der Fernsehserie Ängelby als Maj zu sehen. In der Filmbiografie Astrid (2018) stellte Fahl Vikander in der Rahmenhandlung die alte Kinderbuchautorin Astrid Lindgren dar.
Aus ihrer Ehe mit Svante Vikander ging 1988 die Tochter Alicia Vikander hervor, die ebenfalls schauspielerisch tätig ist.
Fahl Vikander starb im Dezember 2022 im Alter von 71 Jahren.

## Filmografie (Auswahl)
- 1986: Gösta Berlings saga (Miniserie)
- 1989: Sparvöga (Fernsehserie, 6 Episoden)
- 1996: Polisen och pyromanen (Fernsehserie, 1 Episode)
- 2005: En decemberdröm (Fernsehserie, 2 Episoden)
- 2005: Rensa fisk (Kurzfilm)
- 2005: Buss till Italien
- 2006: Standing Outside Doors (Kurzfilm)
- 2007: Darkness of Truth (Kurzfilm)
- 2007: Var ska jag ligga sen? (Kurzfilm)
- 2009: Prinsessa
- 2010: Kan du förlåta? (Kurzfilm)
- 2010: Bror & Syster (Kurzfilm)
- 2012: Orangeriet (Kurzfilm)
- 2015: Prästen i paradiset
- 2015: Ängelby (Fernsehserie, 12 Episoden)
- 2017: The Cat (Kurzfilm)
- 2018: Happy Birthday to You (Kurzfilm)
- 2018: Astrid (Unga Astrid)
- 2019: Bunden
- 2019: Triaden (Kurzfilm)
- 2021: Zebrarummet (Fernsehserie, 1 Episode)
- 2021: It blooms at night (Kurzfilm)